# Јоакимфест (Међународни позоришни фестивал)
Јоакимфест је Међународни позоришни фестивал који се одржава сваке године од 7. до 15. октобра у Крагујевцу, Књажевско-српском театру (до 2019. Јоакиминтерфест).
Фестивал је добио име по Јоакиму Вујићу, директору првог српског театра основаног у Крагујевцу 1835. године.
Домаћин Фестивала је Књажевско-српски театар, а главни покровитељ Град Крагујевац.

## Историјат
Међународни позоришни фестивал – ЈоакимИнтерФест, добио је име по једној од најзначајнијих личности српског театра, Јоакиму Вујићу (1772–1847). Писац, комедиограф, преводилац, путник и управник првог српског позоришта основаног у Крагујевцу, тадашњој престоници Србије 1835. године, Јоаким Вујић је истовремено и најконтроверзнија и најинтригантнија личност српске позоришне историје. Његов слободарски дух, импозантан број дела, који је за собом оставио и све оно што је урадио за почетке развоја организованог театарског живота у Србији, донели су му епитет – „отац српског театра”.
ЈоакимИнтерФест је основан је 2006. године на иницијативу тадашњег директора Књажевско-српског театра, редитеља Драгана Јаковљевића, а уз велико разумевање и подршку Града Крагујевца. Тадашње управе, театра и Града Крагујевца, препознале су потребу за једним интернационалним позоришним фестивалом који би унапредио позоришни живот на овом простору, а верној крагујевачкој публици и упосленицима овог театра пружио увид и информације у нове позоришне токове. Тако је управо Књажевско-српски театар, са својом значајном традицијом, постао покретач више но потребне театарске размене, којом се интензивирао тај сегмент позоришног живота у овом делу Србије, јужно од Београда.
Драган Јаковљевић је, уз значајну помоћ театролошкиње и позоришне критичарке Драгане Бошковић, селекторски посао обављао све до 2011. године.
Од 2012. селектори (уједно и уметнички директори) су бирани на најмање две године. Својим селекцијама, значајан допринос фестивалу, дали су: Горан Цветковић (2012–2014), Жељко Јовановић (2015. и 2016), Милош Латиновић (2017. и 2018) и Слободан Савић (2019. и 2020).
Почетком 2019. године избором критичара Слободана Савића, на место селектора и уметничког директора, фестивал мења назив у Јоакимфест (2020), а селектор Савић залаже се за концепт веће интернационалне препознатљивости. Нажалост, ситуација са пандемијом вируса ковид 19, спречила га је да у потпуности реализује све своје идеје и планове.
Јоакимфест је фестивал савременог, модерног, естетски, тематски и поетички референтног позоришта, који избором представа настоји да буде видљив не само у локалној заједници но и у ширем региону. 
Јоакимфест слави и негује естетски софистицирано, друштвено одговорно, субверзивно и еманципаторско позориште које се хвата у коштац с горућим проблемима и феноменима времена и света у којем живимо.
Од оснивања Фестивала до данас, на Јоакимфесту је изведено преко 140 представа из 25 земаља света у којима је учествовало више од 700 позоришних стваралаца. Током свих ових година, Фестивал с подједнаком пажњом прати, како афирмисане ауторе и ауторке интернационалне и домаће позоришне сцене, тако и и оне младе позоришне ствараоце, који управо у Крагујевцу, на Јоакимфесту, добијају подршку и могућност своје шире уметничке афирмације.
Трочлани међународни жири додељује две награде на Фестивалу: Гран при „Јоаким Вујић“ за најбољу представу у целини и Специјалну награду града Крагујевца.
Домаћин и организатор Фестивала је Књажевско-српски театар, а главни покровитељ Град Крагујевац.

## Награде
- Гран при „Јоаким Вујић“ за најбољу представу у целини
- Специјалнa наградa града Крагујевца[4]

## Јоакимова награда за најбољу представу
- 2006 - Окамењени принц текст Хенинг Манкел, редитељ Марк ван дер Велден, у извођењу Малог позоришта Душко Радовић,[5]
- 2007 - Ревизор текст Николај Гогољ, редитељ Хорациу Малаеле, у извођењу Театра комедије из Букурешта,[6]
- 2008 - Ћеиф текст Мирза Фехимовић, редитељ Егон Савин, у извођењу Београдског драмског позоришта,[7]
- 2009 - Вишњик текст Антон Павловић Чехов, редитељ Александар Дунђеровић, у извођењу Колектив театра из Манчестера,[8]
- 2010 - Сан летње ноћи текст Вилијам Шекспир, редитељ Золтан Пушкаш, у извођењу Ујвидеки синхаз из Новог Сада.[9]
- 2011 - Црвено по мотивима романа Зовем се црвено Орхана Памука у режији Мартина Кочовског, и у продукцији НЕТА, Нове европске позоришне акције.[10]
- 2012 - Marat the Sade Петер Веис у режији Андраша Урбана, Новосадско позориште
- 2013 - Гребање или како се убила моја бака Тања Шљивар, режија Селма Спахић, БНП Зеница
- 2014 - Наш разред Тадеуша Слобођанека, у режији Владимира Милчина, продукција Театар за деца и младинци из Скопља.[11]
- 2015 - Каинов ожиљак Владимира Кецмановића и Дејана Стојиљковића, у режији Југа Радивојевића, продукција Шабачког позоришта .[12]
- 2016 - Ми смо они на које су нас родитељи упозоравали Тања Шљивар, режија Мирјана Карановић, продукција Босанско народно позориште Зеница/Камерни театар 55 Сарајево.[13]
- 2017 - Шекспир, сонет 66 Вилијем Шекспир у режији Кокана Младеновића и продукцији Мађарског државног позоришта «Чики Гергељ», из Темишвара, Румунија.[14]
- 2018 - Устав Републике Хрватске Анте Томић и Рајко Грлић, режија Винко Брешан, продукција Сатиричко казалиште „Керемпух“, Загреб, Хрватска.[15]

## Гран при „Јоаким Вујић“ за најбољу представу у целини
- 2019 - Медејини дечаци по мотивима Еурипидове драме, режија Андреј Мажери, Аполо 111, Букурешт, Румунија.[16]
- 2020 - „Зашто је полудео господин Р?“ Рајнер Вернер Фасбиндер, Михаел Фенглер, у режији Боба Јелчића, Југословенско драмско позориште[17]
- 2021 - И коње убијају,зар не?“ Народног позоришта из Битоља, Северна Македонија[18]
- 2022 - Пристанак Атељеа 212, Србија.
- 2023. - Што на поду спаваш, режија Кокан Младеновић, СНП Нови Сад, Градско драмско казалиште "Гавела", Народно позориште Сарајево и МЕСС
- 2024. - Ћелава пјевачица, режија Јагош Марковић, Центар за културу Тиват, Црна Гора.

## Специјална награда града Крагујевца
- 2019. - Ведрана Божиновић - за рад на драматургији представе "Хасанагиница" Новосадског позоришта/Ујвидеки Сзинхаза.[16]
- 2020. - Бојани Милановић и Соњи Исаиловић за улоге Џенис Џоплин у представи „Ко је убио Џенис Џоплин?“, Српског народног позоришта, Нови Сад, редитељке Соње Петровић.[17]
- 2021. - Марјану Нећаку за изузетан музички концепт у представи „Само глас“ Македонског народног позоришта из Скопља, Северна Македонија.[18]
- 2022. - глумцима представе My Name is Goran Stefanovski Драмског театра Скопље, Северна Македонија.
- 2023. -  Кокану Младеновићу за режију представе Што на поду спаваш, СНП Нови Сад, Градско драмско казалиште "Гавела", Народно позориште Сарајево и МЕСС
- 2024. - Кати Ђармати, за драматизацију романа Очеви и оци Слободана Селенића, у режији Вељка Мићуновића и продукцији Народног позоришта у Београду.

## Фестивали
| 1. Јоакимфест – 2006. |
| --- |
| \| Селектор: Драган Јаковљевић, редитељ - Театар Јоаким Вујић из Крагујевца (Србија), представа Последње мене, аутор Фурио Бордон, режија и сценографија Масимо Лукони. - Мало позориште Душко Радовић из Београда (Србија), представа Окамењени принц, аутор Хенинг Манкел, сценска адаптација Марк ван дер Велден. - Позоришна група из Манчестера (Енглеска), представа Новац у његовом џепу, аутор Мери Џонс, редитељ Едвард Џејмс Бенет. - Београдско драмско позориште из Београда (Србија), представа Мала трилогија смрти, аутор Елфриде Јелинек, режија Небојша Брадић. - Театар плус и Херцегновско позориште из Херцег Новог (Црна Гора), представа Ноћ Богова, аутор Миро Гавран, режија Југ Радивојевић. - Српско народно позориште из Новог Сада (Србија), представа Грета Стр. 89., аутор Лук Хибнер, режија Борис Лијешевић. - Сцена Маска из Шапца (Србија), представа Клара догодило се нешто неочекивано, аутор А. и И. Томашевић, режија Иван томашевић. - Гледалишче Глеј из Љубљане (Словенија), представа Љубав дуга три дана и три ноћи, режија Томаж Штруцл. - Народно позориште из Ниша (Србија), представа Емигранти, аутор Славомир Мрожек, режија А. Михаиловић, В. Посавец. - Театар Ал Давила из Питештија (Румунија), представа Екстрем, аутор Вилјам МАстосимоне, режија Дан Тудор. - Театар Ругантино из Загреба (Хрватска), представа Са ће Божо, сваки час, аутор И. Иванишевић, режија Марио Ковач. Пратећи програм - Народно позориште из Ужица (Србија), представа Пилад, аутор П. П. Пазолини, режија Андреа Паћото. - Мултимедијални перформанс аутора Александра Саше Дунђеровића Суђење Харолду Пинтеру. Жири - Драгана Бошковић, театролог (Србија) - председник, - Снежана Ковачевић, костимограф (Србија), - Џон Мердок, драмски писац (Енглеска), - Пјер Валтер Полиц, редитељ (Немачка). Најбоља представа - Награду за најбољу представу на Првом ЈоакимИнтеФесту добила је представа Окамењени принц, Малог позоришта Душко Радовић из Београда. Редитељ, Марк ван дер Велден и његови глумци, Горан Јевтић и Иван Томић, успели су да превазиђу позоришни језик, да испричају причу за сва времена у којој учествујемо сви ми. Отварање према свету, изолованост од осталог света, само су поводи у оквиру којих је екипа Окамењеног принца нашла инструменте да исприча сопствени живот, са и без лажи, а без помоћи видео-трака. Међународни жири захваљује на задовољству учествовања у оваквом перформансу. \| |
| Селектор: Драган Јаковљевић, редитељ - Театар Јоаким Вујић из Крагујевца (Србија), представа Последње мене, аутор Фурио Бордон, режија и сценографија Масимо Лукони. - Мало позориште Душко Радовић из Београда (Србија), представа Окамењени принц, аутор Хенинг Манкел, сценска адаптација Марк ван дер Велден. - Позоришна група из Манчестера (Енглеска), представа Новац у његовом џепу, аутор Мери Џонс, редитељ Едвард Џејмс Бенет. - Београдско драмско позориште из Београда (Србија), представа Мала трилогија смрти, аутор Елфриде Јелинек, режија Небојша Брадић. - Театар плус и Херцегновско позориште из Херцег Новог (Црна Гора), представа Ноћ Богова, аутор Миро Гавран, режија Југ Радивојевић. - Српско народно позориште из Новог Сада (Србија), представа Грета Стр. 89., аутор Лук Хибнер, режија Борис Лијешевић. - Сцена Маска из Шапца (Србија), представа Клара догодило се нешто неочекивано, аутор А. и И. Томашевић, режија Иван томашевић. - Гледалишче Глеј из Љубљане (Словенија), представа Љубав дуга три дана и три ноћи, режија Томаж Штруцл. - Народно позориште из Ниша (Србија), представа Емигранти, аутор Славомир Мрожек, режија А. Михаиловић, В. Посавец. - Театар Ал Давила из Питештија (Румунија), представа Екстрем, аутор Вилјам МАстосимоне, режија Дан Тудор. - Театар Ругантино из Загреба (Хрватска), представа Са ће Божо, сваки час, аутор И. Иванишевић, режија Марио Ковач. Пратећи програм - Народно позориште из Ужица (Србија), представа Пилад, аутор П. П. Пазолини, режија Андреа Паћото. - Мултимедијални перформанс аутора Александра Саше Дунђеровића Суђење Харолду Пинтеру. Жири - Драгана Бошковић, театролог (Србија) - председник, - Снежана Ковачевић, костимограф (Србија), - Џон Мердок, драмски писац (Енглеска), - Пјер Валтер Полиц, редитељ (Немачка). Најбоља представа - Награду за најбољу представу на Првом ЈоакимИнтеФесту добила је представа Окамењени принц, Малог позоришта Душко Радовић из Београда. Редитељ, Марк ван дер Велден и његови глумци, Горан Јевтић и Иван Томић, успели су да превазиђу позоришни језик, да испричају причу за сва времена у којој учествујемо сви ми. Отварање према свету, изолованост од осталог света, само су поводи у оквиру којих је екипа Окамењеног принца нашла инструменте да исприча сопствени живот, са и без лажи, а без помоћи видео-трака. Међународни жири захваљује на задовољству учествовања у оваквом перформансу.       |

| 2. Јоакимфест – 2007. |
| --- |
| \| Селектор: Драган Јаковљевић, редитељ - Народно позориште Републике Српске из Бање Луке (Република Српска), представа Породичне приче аутор Биљана Србљановић, редитељ Јовица Павић. - Битеф театар из Београда (Србија), представа Превара, аутор Харолд Пинтер, редитељ Жанко Томић. - Театар комедије из Букурешта (Румунија), представа Ревизор, аутор Николај Васиљевич Гогољ, редитељ Хорациу Малаеле. - Књажевско-српски театар из Крагујевца (Србија), представа Бајка о мртвој царевој кћери, аутор Николај Кољада, редитељ Бошко Димитријевић. - Московски обласни државни театар младих из Москве (Русија), представа Моцарт и Салијери аутор Александар Пушкин, редитељ Валериј Персиков. - Мозаик позоришна група из Барселоне (Шпанија), представа У љубави, сценарио и режија Едуард Кодина Пујолрију. - Словенске коморне дивадло, Мартин (Словачка), представа Иванов, аутор Антон Павлович Чехов, редитељ Роман Полак. - Народно позориште из Мостара (Босна и Херцеговина), представа Дервиш и смрт, утор Меша Селимовић, редитељ Ерол Кадић. - Бетон хала театар из Београда (Србија), представа Антигона, аутор Бертолд Брехт, редитељ Ивана Вујић. - НУЦК - Антон Панов из Струмице (Македонија), представа Гола Вера, аутор Ђорђе Милосављевић, редитељ Александра Ковачевић. - Позориште Добрица Милутиновић из Сремске Митровице (Србија), представа Дон Жуан се враћа из рата, аутор Еден фон Хорват, адаптација и режија Владимир Лазић. - Театар Ал. Давила из Питештија (Румунија), представа Фројдов канабе, аутор Корнел Удреа, редитељ Матеи Вароди. - Народно позориште из Суботице (Србија), представа Фритцспеил, аутор Борис Сенкер, редитељ Роберт Рапоња. Пратећи програм - Књажевско-српски театар и АКХ Лицеум из Крагујевца (Србија), представа Седам, по Есхиловој трагедији Седморица против Тебе, редитељ Урош Јовановић. Жири - Иван Клеменц, глумац, редовни професор на Академији уметности у Новом Саду на предметима мачевање и сценски покрет, Србија - Драгана Бошковић, театролог из Београда, Србија, - Криса Мантака, костимограф, доцент на Школи за ликовну уметност у Солуну - Грчка, - Љубослав Мајера, редитељ, професор глуме на Академији уметности у Новом Саду и Академији драмске уметности у Банској Бистрици, Словачка - Србија, - Мирча Гицулеску, књижевник и позоришни критичар из Букурешта - Румунија. Најбоља представа - Прецизно стилизована, стилски осмишљена, визуелно и семантички тачна представа у којој се истиче доследна тимска игра глумачке екипе и која држи пажњу и увлачи публику у себе је представа рађена по тексту Н. В. Гогоља у режији Хорацију Малаелеа и извођењу Театра комедије из Букурешта - Ревизор. \| |
| Селектор: Драган Јаковљевић, редитељ - Народно позориште Републике Српске из Бање Луке (Република Српска), представа Породичне приче аутор Биљана Србљановић, редитељ Јовица Павић. - Битеф театар из Београда (Србија), представа Превара, аутор Харолд Пинтер, редитељ Жанко Томић. - Театар комедије из Букурешта (Румунија), представа Ревизор, аутор Николај Васиљевич Гогољ, редитељ Хорациу Малаеле. - Књажевско-српски театар из Крагујевца (Србија), представа Бајка о мртвој царевој кћери, аутор Николај Кољада, редитељ Бошко Димитријевић. - Московски обласни државни театар младих из Москве (Русија), представа Моцарт и Салијери аутор Александар Пушкин, редитељ Валериј Персиков. - Мозаик позоришна група из Барселоне (Шпанија), представа У љубави, сценарио и режија Едуард Кодина Пујолрију. - Словенске коморне дивадло, Мартин (Словачка), представа Иванов, аутор Антон Павлович Чехов, редитељ Роман Полак. - Народно позориште из Мостара (Босна и Херцеговина), представа Дервиш и смрт, утор Меша Селимовић, редитељ Ерол Кадић. - Бетон хала театар из Београда (Србија), представа Антигона, аутор Бертолд Брехт, редитељ Ивана Вујић. - НУЦК - Антон Панов из Струмице (Македонија), представа Гола Вера, аутор Ђорђе Милосављевић, редитељ Александра Ковачевић. - Позориште Добрица Милутиновић из Сремске Митровице (Србија), представа Дон Жуан се враћа из рата, аутор Еден фон Хорват, адаптација и режија Владимир Лазић. - Театар Ал. Давила из Питештија (Румунија), представа Фројдов канабе, аутор Корнел Удреа, редитељ Матеи Вароди. - Народно позориште из Суботице (Србија), представа Фритцспеил, аутор Борис Сенкер, редитељ Роберт Рапоња. Пратећи програм - Књажевско-српски театар и АКХ Лицеум из Крагујевца (Србија), представа Седам, по Есхиловој трагедији Седморица против Тебе, редитељ Урош Јовановић. Жири - Иван Клеменц, глумац, редовни професор на Академији уметности у Новом Саду на предметима мачевање и сценски покрет, Србија - Драгана Бошковић, театролог из Београда, Србија, - Криса Мантака, костимограф, доцент на Школи за ликовну уметност у Солуну - Грчка, - Љубослав Мајера, редитељ, професор глуме на Академији уметности у Новом Саду и Академији драмске уметности у Банској Бистрици, Словачка - Србија, - Мирча Гицулеску, књижевник и позоришни критичар из Букурешта - Румунија. Најбоља представа - Прецизно стилизована, стилски осмишљена, визуелно и семантички тачна представа у којој се истиче доследна тимска игра глумачке екипе и која држи пажњу и увлачи публику у себе је представа рађена по тексту Н. В. Гогоља у режији Хорацију Малаелеа и извођењу Театра комедије из Букурешта - Ревизор.       |

| 3. Јоакимфест – 2008. |
| --- |
| \| Селектор: Драган Јаковљевић, редитељ - Књажевско-српски театар из Крагујевца (Србија), представа Теза. Аутори П. Мид, Џ. Дјукс и Д. Парнел; редитељ Дан Тудор. - Словенско народно гледалишче из Марибора (Словенија), представа Интимни аутопортрет Фриде Кало. Аутор Славенка Миловановић Прегељ и Ивана Вујић, редитељ Ивана Вујић. - Народно позориште Републике Српске Бања Лука (Република Српска), представа Дивље месо. Аутор Горан Стефановски, редитељ Лари Запиа. - Драмско-луткарски театар из Враца (Бугарска), представа Сан летње ноћи. Вилијам Шекспир, редитељ Николај Пољаков. - Народно позориште из Ужица (Србија), представа Уметност и доколица. Аутор Стив Тешић, редитељ Немања Ранковић. - Театар Ал. Давила из Питештија (Румунија), представа Скин Дип. Аутор Пол Мид, редитељ Дан Тудор. - Београдско драмско позориште из Београда (Србија), представа Ћеиф. Аутор Мирза Фехимовић, редитељ Егон Савин. - Театар Форме, Вроцлав (Пољска), представа Глад. Аутор Кнут Хамсун, редитељ Јозеф Маркоцки. Пратећи програм - Ауторски пројекат Ларе Јанкович у копродукцији Културног друштва Б-51 (Фестивал Експонто) из Љубљане (Словенија), представа Као ја. Редитељ Зијах А. Соколовић. Жири - Горги Јолевски, глумац, Скопље, Македонија (председник), - Ерси Василикиоти, редитељ, Солун, Грчка, - Марија Васиљевић, глумица, Крагујевац, Србија, - Тунчер Мухамет Нурулах, сценограф, редитељ, Истанбул, Турска, - Небојша Дугалић, глумац, Београд, Србија. Најбоља представа - Награду за најбољу представу добила је представа Ћеиф Мирзе Фехимовића у режији Егона Савина у продукцији Београдског драмског позоришта из Београда, Србија. Представа Ћеиф је трагикомична прича о повратку човечности, подсећање на оно што осећамо и што јесмо у времену које је учинило све да свако чуло у нама отупи. Она нам нуди огледало у коме не само да препознајемо себе већ смо позвани да том истом огледалу постављамо питања. Оно нас разголићује али тим разголићењем и очишћава кроз истинито сведочење о оном што је у нама најљудскије. \| |
| Селектор: Драган Јаковљевић, редитељ - Књажевско-српски театар из Крагујевца (Србија), представа Теза. Аутори П. Мид, Џ. Дјукс и Д. Парнел; редитељ Дан Тудор. - Словенско народно гледалишче из Марибора (Словенија), представа Интимни аутопортрет Фриде Кало. Аутор Славенка Миловановић Прегељ и Ивана Вујић, редитељ Ивана Вујић. - Народно позориште Републике Српске Бања Лука (Република Српска), представа Дивље месо. Аутор Горан Стефановски, редитељ Лари Запиа. - Драмско-луткарски театар из Враца (Бугарска), представа Сан летње ноћи. Вилијам Шекспир, редитељ Николај Пољаков. - Народно позориште из Ужица (Србија), представа Уметност и доколица. Аутор Стив Тешић, редитељ Немања Ранковић. - Театар Ал. Давила из Питештија (Румунија), представа Скин Дип. Аутор Пол Мид, редитељ Дан Тудор. - Београдско драмско позориште из Београда (Србија), представа Ћеиф. Аутор Мирза Фехимовић, редитељ Егон Савин. - Театар Форме, Вроцлав (Пољска), представа Глад. Аутор Кнут Хамсун, редитељ Јозеф Маркоцки. Пратећи програм - Ауторски пројекат Ларе Јанкович у копродукцији Културног друштва Б-51 (Фестивал Експонто) из Љубљане (Словенија), представа Као ја. Редитељ Зијах А. Соколовић. Жири - Горги Јолевски, глумац, Скопље, Македонија (председник), - Ерси Василикиоти, редитељ, Солун, Грчка, - Марија Васиљевић, глумица, Крагујевац, Србија, - Тунчер Мухамет Нурулах, сценограф, редитељ, Истанбул, Турска, - Небојша Дугалић, глумац, Београд, Србија. Најбоља представа - Награду за најбољу представу добила је представа Ћеиф Мирзе Фехимовића у режији Егона Савина у продукцији Београдског драмског позоришта из Београда, Србија. Представа Ћеиф је трагикомична прича о повратку човечности, подсећање на оно што осећамо и што јесмо у времену које је учинило све да свако чуло у нама отупи. Она нам нуди огледало у коме не само да препознајемо себе већ смо позвани да том истом огледалу постављамо питања. Оно нас разголићује али тим разголићењем и очишћава кроз истинито сведочење о оном што је у нама најљудскије.       |

| 4. Јоакимфест – 2009. |
| --- |
| \| Селектор: Драган Јаковљевић, редитељ - Књажевско-српски театар из Крагујевца, (Србија) и Колектив Театар, Манчестер, Енглеска, представа Клуб Нови светски поредак, по мотивима текстова Харолда Пинтера, Хајнера Милера и Платона, редитељ Александар Дунђеровић. - Театар Ругантино из Загреба, Хрватска, представа Бог масакра, аутор Јасмина Реза, редитељ Франка Перковић. - Театар Ал. Давила из Питештија, Румунија, представа Дон Жуан, аутор Жан Батист Поклен Молијер, редитељ Богдан Чаба. - Колектив Театар Ливерпул, Манчестер и Лондон, Енглеска, представа Вишњик, аутор Антон Чехов, редитељ Александар Дунђеровић. - Мал Драмски Театар, Битола и Нов Театар, Охрид, Република Македонија, представа Граница, аутор Венко Андоновски, редитељ Софија Ристевска. - Мал Драмски Театар, Битола, Република Македонија, представа Друга страна, аутор Дејан Дуковски, редитељ Мартин Кочовски. - Народно позориште Ужице, Србија, представа Родољупци, аутор Јован Стерија Поповић, редитељ Лари Запиа. - Позоришна трупа, Нортечптон, САД, представа Милошевић у Хагу, аутор Милан Драгићевић, режија Шерил Студлеј (енгл. ) и Милан Драгићевић. - Театар Кореја, Леће, Италија, представа, Страст Тројанки, режија Антонио Пицикато и Салваторе Трамаћере. Пратећи програм - Шелтер сцена из Крагујевца, Србија, представа Десет дана капетана Постникова, аутор Микаело Борнстеин, редитељ Милић Јовановић. Представа се изводи у част награђених. Жири - Анастас Попдимитров, глумац, директор Драмско луткарског позоришта, Враца, Бугарска (председник), - Драгана Бошковић, театролог, Београд, - Слободан Савић, позоришни критичар и писац из Београда. Најбоља представа - ВИШЊИК, Театар Колектив, Манчестер-Лондон, Енглеска. Представа Вишњик, у промишљеној режији Александра Дунђеровића, на иновативан и оригиналан начин наглашава универзалне вредности Чеховљевог текста и смешта их у савремени контекст данашњег света који је духовност и људскост претворио у робу на тржишту. Представа снажних емоција и са јасном поруком коју истовремено прожимају меланхолија, иронија и цинизам. \| |
| Селектор: Драган Јаковљевић, редитељ - Књажевско-српски театар из Крагујевца, (Србија) и Колектив Театар, Манчестер, Енглеска, представа Клуб Нови светски поредак, по мотивима текстова Харолда Пинтера, Хајнера Милера и Платона, редитељ Александар Дунђеровић. - Театар Ругантино из Загреба, Хрватска, представа Бог масакра, аутор Јасмина Реза, редитељ Франка Перковић. - Театар Ал. Давила из Питештија, Румунија, представа Дон Жуан, аутор Жан Батист Поклен Молијер, редитељ Богдан Чаба. - Колектив Театар Ливерпул, Манчестер и Лондон, Енглеска, представа Вишњик, аутор Антон Чехов, редитељ Александар Дунђеровић. - Мал Драмски Театар, Битола и Нов Театар, Охрид, Република Македонија, представа Граница, аутор Венко Андоновски, редитељ Софија Ристевска. - Мал Драмски Театар, Битола, Република Македонија, представа Друга страна, аутор Дејан Дуковски, редитељ Мартин Кочовски. - Народно позориште Ужице, Србија, представа Родољупци, аутор Јован Стерија Поповић, редитељ Лари Запиа. - Позоришна трупа, Нортечптон, САД, представа Милошевић у Хагу, аутор Милан Драгићевић, режија Шерил Студлеј (енгл. ) и Милан Драгићевић. - Театар Кореја, Леће, Италија, представа, Страст Тројанки, режија Антонио Пицикато и Салваторе Трамаћере. Пратећи програм - Шелтер сцена из Крагујевца, Србија, представа Десет дана капетана Постникова, аутор Микаело Борнстеин, редитељ Милић Јовановић. Представа се изводи у част награђених. Жири - Анастас Попдимитров, глумац, директор Драмско луткарског позоришта, Враца, Бугарска (председник), - Драгана Бошковић, театролог, Београд, - Слободан Савић, позоришни критичар и писац из Београда. Најбоља представа - ВИШЊИК, Театар Колектив, Манчестер-Лондон, Енглеска. Представа Вишњик, у промишљеној режији Александра Дунђеровића, на иновативан и оригиналан начин наглашава универзалне вредности Чеховљевог текста и смешта их у савремени контекст данашњег света који је духовност и људскост претворио у робу на тржишту. Представа снажних емоција и са јасном поруком коју истовремено прожимају меланхолија, иронија и цинизам.       |

## Галерија
- Јоакимфест 2008
- Сцена Јоаким Вујић
- Јоакимфест 2006
- Суђење Харолду Пинтеру Јоакимфест 2006
- Х. Манкел Окамењени принц Јоакимфест 2006
- Биљана Србљановић 2007
- Јоакимфест 2007
- М. Фехимовић Ћеиф Јоакимфест 2008
- Милан Драгићевић Милошевић у Хагу Јоакимфест 2009